# Hanyō no Yasha-Hime
Hanyō no Yasha-Hime (Nhật: 半妖の夜叉姫 (Bán yêu Dạ Xoa Cơ) n.đ. 'Công chúa Dạ Xoa bán yêu') là một series anime truyền hình Nhật Bản được sản xuất bởi Sunrise dưới sự giám sát của nữ mangaka Takahashi Rumiko. Đây là phần sau của series anime InuYasha, dựa trên series manga cùng tên. Câu chuyện kể về Higurashi Towa và Setsuna, hai người con gái sinh đôi của Sesshomaru và Rin, và Moroha, con gái của Inuyasha và Higurashi Kagome. Series bắt đầu mùa đầu tiên vào từ tháng 10 năm 2020 đến tháng 3 năm 2021. Mùa hai chiếu từ tháng 10 năm 2021 đến tháng 3 năm 2022.

## Cốt truyện
Nhiều năm sau sự kiện của InuYasha, Towa - cô con gái 4 tuổi của Sesshomaru và Rin bị tách khỏi em gái sinh đôi Setsuna và bị mắc kẹt ở thời hiện đại rồi được nhận nuôi trong gia đình Higurashi và được nuôi dưỡng bởi em trai Sota và vợ anh Moe.Mười năm sau, khi cả hai 14 tuổi, Towa đã gặp lại Setsuna, Setsuna đã đến thời hiện đại thông qua sức mạnh khổng lồ của Cây Thời Đại. Trong thời gian xa cách, Setsuna trở thành một sát người diệt yêu làm việc dưới quyền của Kohaku và không nhớ quá khứ của mình và cô không thể nào ngủ được vì giấc mơ đã bị Mộng Hồ Điệp ăn mất. Để khôi phục ký ức và tìm lại giấc ngủ cho Setsuna, họ đã tham gia vào một cuộc phiêu lưu cùng với người em họ Moroha, cô con gái tuổi teen của Inuyasha và Higurashi Kagome và cũng không còn nhớ gì về cha mẹ mình.
Trong một lần đánh nhau với Kirinmaru, Setsuna đã giết Zero (chị gái của Kirinmaru) và qua đời nhưng sau đó được hồi sinh bằng Thiên Sinh Nha bị gãy của Sesshoumaru bởi yêu lực của Towa. Trước đó Zero đã được Sesshoumaru hồi sinh bằng Thiên Sinh Nha nguyên vẹn do sợi dây duyên mệnh vẫn còn gắn kết với Rin. Nhóm Towa trong cuộc hành trình sau đó đã nhận được Trảm Tinh Kiếm của Rion (con gái đã mất của Kirinmaru) đưa cho Towa. Rion đã đi chung với nhóm Towa nhưng sau đó đã tách ra đi cùng Riku ( hiện thân của chiếc sừng bị gãy của Kirinmaru do bị Khuyển Đại Tướng chém ).

## Nhân vật
Higurashi Towa (日暮 とわ)
Lồng tiếng bởi: Matsumoto Sara
Con gái lớn của Sesshomaru và chị gái sinh đôi của Setsuna. Bằng cách nào đó, cô đã được đưa đến thời đại hiện đại thông qua sức mạnh của Cây thiêng liêng của thời đại và Giếng xương khi cô mới bốn tuổi. Bà đã nhận được nơi trú ẩn từ vợ chồng của chú mình, gia đình Higurashi, và sau đó được nuôi dưỡng bởi người chú cùng cha khác mẹ của bà, Higurashi Sōta. Cô được đoàn tụ với em gái Setsuna sau mười năm trong thời hiện đại. Cô sử dụng thanh kiếm Kiku-jūmonji (掬十文字) và mang Ngọc trai cầu vồng bạc bên trong mắt trái của cô. Khi thanh kiếm của cô bị phá vỡ, cô có khả năng giải phóng sức mạnh ma quỷ của mình để tạo thành năng lượng yêu quái của mình vào lưỡi kiếm còn lại. Sau đó, cô học cách hấp thụ năng lượng yêu ma của kẻ thù để trao quyền cho bản thân và có khả năng giải phóng cuộc tấn công cá nhân Sōryūha (蒼竜破-Thương Long Phá) của cha cô.
Setsuna (せつな)
Lồng tiếng bởi: Komatsu Mikako
Một sát thủ bán yêu làm việc dưới quyền của Kohaku. Cô bị chia cắt với chị gái sinh đôi Towa khi cả hai mới bốn tuổi nhưng đã được đoàn tụ với cô sau khi du hành đến tương lai với người em họ Moroha của cô. Cô ấy có vẻ khó tin Towa thực sự là chị song sinh gái của mình, vì cô ấy đã mất tất cả ký ức về quá khứ của mình, mà theo Moroha, là do ảnh hưởng của một con bướm trong mơ (Hồ Mộng Điệp) khiến cô ấy không thể ngủ hoặc mơ. Cô ấy sử dụng naginata Kanemitsu no Tomoe (兼光の巴), Các đòn tấn công là Toàn Phong Trận và Đàn Én Lượn, và giữ Ngọc cầu vồng vàng bên trong mắt phải của mình. Máu yêu của cô cũng có thể tạo ra một chất độc cực mạnh khó kiểm soát và cô đã bị Miroku (Inu Yasha) phong ấn để chứa nó.
Moroha (もろは)
Lồng tiếng bởi: Tadokoro Azusa
Con gái của InuYasha và Higurashi Kagome, một thợ săn tiền thưởng tứ yêu được biết đến với biệt danh "Kẻ trừ yêu Moroha" (化け殺しのもろは Bake-goroshi no Moroha?) Giết yêu và bán các bộ phận của chúng cho những kẻ giết yêu khác, có lẽ để họ có thể chế tạo vũ khí và áo giáp từ chúng. Ngoài khả năng sử dụng các đòn tấn công bằng móng vuốt của cha mình và trừ yêu như mẹ mình, cô ấy còn sử dụng thanh kiếm yêu quái Kurikaramaru (倶利伽羅) và mang theo Ngọc cầu vồng đỏ mà cô ấy đã lấy trộm từ xác chết của yêu quái Tokotsu. Đáng thương thay, Moroha biết rất ít về cha mẹ của mình vì họ đã gửi cô cho tộc yêu sói của Koga chăm sóc vì sự an toàn của bản thân khi cô còn là một đứa trẻ sơ sinh. Cô ấy có thể biết người chị họ Setsuna của mình thông qua các giao dịch kinh doanh của cô ấy với những kẻ giết quỷ. Sau đó, nó được tiết lộ rằng cô ấy đã được gửi đi vì sự an toàn của chính mình theo lệnh của mẹ cô ấy Kagome.
Kin'u (金烏 (Kim Ô) n.đ. 'Quạ vàng kim') và Gyokuto (玉兎 (Ngọc Thố) n.đ. 'Thỏ ngọc')
Lồng tiếng bởi: Gomazuru Aya (Kin'u), Ueda Hitomi (Gyokuto)
Hai cô con gái sinh đôi của Mirok và Sango và là chị gái của Hisui, xuất hiện ở cuối bộ truyện gốc. Trong series này, họ xuất hiện với hình dạng cô gái trẻ.
Hisui (翡翠 (Phỉ Thuý))
Lồng tiếng bởi: Urao Takehiro, Takeda Rarisa Tago (trẻ)
Con trai duy nhất của Miroku và Sango và là con út trong ba người con của họ, xuất hiện lần đầu ở cuối bộ truyện gốc khi còn nhỏ. Trong series này, cậu bây giờ là một thanh niên đã bắt đầu đi giết quỷ và thừa kế Phi Lai Cốt từ mẹ của mình.
Takechiyo (竹千代 (Trúc Thiên Đại) n.đ. 'Trúc ngàn đời')
Lồng tiếng bởi: Fairouz Ai
Một tanuki trẻ phục vụ dưới quyền của Jūbee. Cậu bé cũng đưa các Công chúa Bán Yêu đến những nơi đủ để thu lợi nhuận.
Higurashi Mei (日暮 芽衣)
Lồng tiếng bởi: Terui Haruka
Con gái của Sota và Moe, em gái nuôi của Towa và cháu gái của Kagome, đồng thời là em họ của Moroha. Cô bé rất đáng yêu, thông minh, dù có hơi yếu đuối và nhút nhát.
Higurashi Moe (日暮 萌)
Lồng tiếng bởi: Matsui Eriko
Vợ của Sota và mẹ của Mei, mẹ nuôi của Towa và là dì ngoại của Moroha. Cô là một nhạc sư chơi đàn Violon nổi tiếng thế giới.
Kirinmaru (麒麟丸)
Lồng tiếng bởi: Hosoya Yoshimasa
Là một con yêu quái cổ đại và là chủ nhân của bộ Tứ Hung (四凶) cai trị các vùng đất phía đông mà sức mạnh của nó là đối thủ của Inuyasha và cha của Sesshomaru, người cai trị vùng đất phía tây của Nhật Bản. Với cái chết của đối thủ và việc Sesshomaru từ chối đảm nhận vị trí của cha mình, sự hiện diện của Kirinmaru mở rộng ra toàn quốc, khiến Cây Thời Đại tranh thủ sự giúp đỡ của Towa, Setsuna và Moroha và kết hợp sức mạnh để tiêu diệt anh ta vì mục đích tốt đẹp.
Kyūki (窮奇 (Cung Kì))
Lồng tiếng bởi: Yukinari Toa
Một trong những Tứ Hung, một con quỷ hổ có cánh sở hữu Ngọc cầu vồng màu tím. Cô bị đánh bại bởi Towa, và Riku đánh cắp ngọc trai của cô khi cô chết.
Riku (理玖 (Lí Cửu))
Lồng tiếng bởi: Fukuyama Jun
Chủ nhân bí ẩn của Jūbee và Takechiyo, người có ý định lấy cả bảy viên ngọc trai Cầu Vồng cho riêng mình. Anh ấy mang Ngọc cầu vồng Xanh Dương trên một chiếc bông tai đặt ở tai trái của mình. Sau đó, anh ta lấy Ngọc cầu vồng màu tím từ cơ thể đang phân hủy của Kyūki. Anh có mối quan hệ mật thiết rất lạ lùng với Kirinmaru, chủ nhân của anh. Totetsu bảo rằng anh có hương vị giống với Kirinmaru.
Shikabaneya Jūbee (屍屋 獣兵衛 (Thi-Ốc Thú-Binh-Vệ))
Lồng tiếng bởi: Koyama Tsuyoshi
Người đồ tể và môi giới tiền thưởng. Moroha hiện đang sống dưới cửa hàng của Jūbee để trả một khoản nợ rất lớn.
Tōkotsu (檮杌)
Lồng tiếng bởi: Kiuchi Taro
Một trong những tay sai hàng đầu của Kirinmaru, bộ Tứ Hung, người đã được lãnh chúa và chủ nhân của mình trao cho Ngọc cầu vồng huyền bí màu đỏ để phát triển và khuếch đại khả năng cũng như sức mạnh của mình lên rất nhiều. Cuối cùng anh ta đã bị đánh và bị giết bởi một đối thủ vô danh, nhưng đã bị đánh cắp Ngọc trai đỏ của anh ta bởi thợ săn tiền thưởng Moroha, người giữ làm của riêng cho cô ấy. Con trai lớn của ông, Jakotsumaru, sau đó đã cố gắng hồi sinh ông bằng cách tích tụ xương đỏ. Nhờ sự can thiệp của Towa và Setsuna, Moroha đã có thể làm vết thương xác chết đã hồi sinh của Tokotsu bằng bộ móng vuốt đã được tăng cường của mình sau khi cô bôi máu của người ông quá cố Toga lên môi mình từ chiếc vỏ sò đựng phấn tô môi được trao cho bà nội quá cố của cô là bà Izayoi.
Jakotsumaru (若骨丸)
Lồng tiếng bởi: Sanpei Yūko
Con trai thiếu niên của ác quỷ to lớn Tokotsu, người mà anh ta muốn hồi sinh bằng cách cho anh ta đủ xương đỏ từ người phàm và ác quỷ. Anh ta bị đánh và giết bởi Moroha, người có sức mạnh được khuếch đại bởi sức mạnh của ông nội Toga đã qua đời của cô. Trước khi chết, anh đã rất kinh ngạc không biết làm thế nào mà Moroha, một con quỷ lại có thể sở hữu được sức mạnh tâm linh. Sau đó Myoga đã giải thích về việc Moroha là con gái của nữ tu sĩ cấp cao, kiếp sau của Kikyo, Higurashi Kagome.
Konton (渾沌 (Hỗn Độn))
Lồng tiếng bởi: Yasumoto Hiroki
Một trong những tay sai hàng đầu của Kirinmaru trong bộ Tứ Quỷ. Anh là người thứ ba gặp gỡ các Công chúa Bán Yêu và mong muốn họ bị tiêu diệt sau cái chết của thành viên của Tứ Hung, Kyūki. Ông ta đã tiêu diệt được một con Quy Yêu mạnh mẽ và cướp đi chiếc vỏ bọc không thể phá vỡ của ông ta, nhờ một kẻ khác đúc thành một bộ áo giáp với phép thuật Tao và nanh mạnh mẽ của mình. Cuối cùng, ông ta đã gửi nhà sư Nikosen sau Towa, Setsuna và Moroha, để ông ta có thể lấy được Ngọc Cầu Vồng của họ nhưng không thành công. Theo dõi toàn bộ trận chiến từ bên trong hang ổ mới của mình, hắn rất vui khi biết rằng Towa có một điểm yếu chết người: Biến thành người vào ngày trăng non. Một vài tuần sau, anh ta đã giết được con chuột sắt và tìm thấy chiếc chìa khóa mà Lang Yêu Yawaragi đang tìm cách sử dụng làm đòn bẩy để chiến đấu và giết chết học trò của mình, Moroha. Khi Moroha lần đầu tiên sử dụng kỹ thuật đặc biệt, Konton gần như bị tiêu diệt nhưng đã sử dụng Ngọc Cầu Vồng màu xanh lam để tạo ra một lá chắn. Konton sau đó đã sử dụng một cái bẫy trường tám cực mạnh, yêu cầu một con quỷ khác đóng vai trò là tâm điểm, đó là Totetsu. Trong khi Totetsu chiến đấu với Moroha, Konton đang bóp méo không gian xung quanh Towa và Setsuna khỏi khu vực mà anh ta đang kiểm soát. Anh ta sớm bị phát hiện bởi các cuộc tấn công kết hợp của cặp song sinh, và sử dụng Ngọc Cầu Vồng màu xanh lam để triệu hồi một yêu tinh để chiến đấu với Towa và Setsuna. Ông ta đã tiết lộ một chút về hai trong số bảy Viên ngọc cầu vồng mà họ đang ở trong mắt họ, và rằng chủ nhân của ông ta có mối liên hệ trực tiếp với Mộng Điệp. Ông ta đã sớm bị giết bởi chính tạo vật của mình, chỉ còn lại thi thể không đầu.
Tōtetsu (饕餮 (Thao Thiết))
Lồng tiếng bởi: Shirokuma Hiroshi
Thuộc hạ cuối cùng của Kirinmaru, bộ Tứ Hung, xuất hiện. Anh ta khá to lớn với những chiếc răng nanh sắc nhọn và lực hút mạnh mẽ có thể hút hầu hết mọi thứ vào miệng tương tự như Hang Gió của Miroku. Vì vậy, anh ta có một sự thèm ăn vô độ, chủ yếu muốn ăn thịt những người như linh mục,  nhà sư. Towa mô tả anh ta như một lực hút chân không mạnh mẽ. Anh ta sở hữu viên ngọc thứ bảy và cuối cùng trong số Ngọc cầu vồng huyền bí, viên màu cam mà anh ta nói chuyện cùng. Sau khi tự mình ăn nó, hơi thở của anh ta mạnh mẽ phát ra lửa trái ngược với không khí mạnh. Anh ta chạy trốn để tìm kiếm sự trợ giúp từ lãnh chúa và chủ nhân của mình, người rời khỏi nơi trú ẩn của hang ổ tàu của anh ta và ra lệnh cho anh ta rời đi. Vài tuần sau, Totetsu xuất hiện vào một đêm không trăng khác để tấn công Towa, người đã trở thành người phàm và do đó bất lực trước anh ta. Sau đó, anh phải đối mặt với Riku, người đã mắng mỏ anh vì đã làm gián đoạn "buổi gặp gỡ" của anh với Towa. Sau khi Towa lấy lại sức mạnh của mình khi ánh sáng ban ngày xuất hiện, anh ta cố gắng trốn thoát một lần nữa khi Riku thực hiện một cuộc tấn công lén lút vào Tōtetsu, giết chết anh ta khi Riku đánh cắp Ngọc cầu vồng màu cam của anh ta và Moroha lấy đầu của anh ta để thu tiền thưởng của riêng cô.
Zero (是露 (Thị Lộ))
Lồng tiếng bởi: Sakamoto Maaya
Chị gái của Kirinmaru. Bà ta đặc biệt ghê tởm tất cả con người và bán yêu. Vì vậy, ả mong muốn hai đứa con gái song sinh của Sesshomaru ra đi kể từ khi một lời tiên tri được báo trước bởi Ngọc Tứ Hồn trước khi nó bị hủy diệt, dự đoán sự sụp đổ của em trai cô dưới bàn tay của một sinh vật không phải là con người cũng như quỷ, và một thực thể bất khả thi vượt qua chính thời gian; cụ thể là chính Cây thiêng của các Thời đại. Mụ đã ra lệnh cho một con yêu quái lửa tên là Homura đốt cháy khu rừng nơi Towa và Setsuna bốn tuổi đang sống để đảm bảo cái chết của họ. Mụ ta còn là người đã tạo ra Ngọc cầu vồng huyền bí, những viên ngọc trai được tạo ra bởi điều ước mà ả đã thực hiện với Ngọc Tứ Hồn, viên ngọc được ban cho bằng cách hiện thực hóa nỗi đau khổ của mụ thành bảy viên ngọc trai từ những giọt nước mắt đau khổ và hối hận sau khi hay tin Inu No Taisho qua đời. Bà ta dường như muốn con gái sinh đôi của Sesshomaru và Rin và con gái của Inuyasha và Kagome, Moroha, bị tiêu diệt.

## Công chiếu
Series được công bố lần đầu tiên vào tháng 5 năm 2020. Nó được công chiếu vào ngày 3 tháng 10 năm 2020 trên Yomiuri TV và Nippon TV. Series được sản xuất bởi Sunrise, do Sato Teruo đạo diễn với thiết kế nhân vật chính của tác giả gốc Inuyasha, Takahashi Rumiko. Các nhân viên tạo nên Inuyasha cũng trở lại ở series này, với Sumisawa Katsuyuki phụ trách phần kịch bản trong khi Takahashi Rumiko đóng vai trò giám sát bảng phân cảnh, Hishinuma Yoshihito phụ trách thiết kế nhân vật anime và Wada Kaoru soạn nhạc. Bài hát mở đầu "New Era" do nhóm nhạc thần tượng nam SixTONES thể hiện, trong khi bài hát kết thúc "Break" do Uru thể hiện. Bài hát kết thúc thứ hai "Kesshou" được thể hiện bởi nhóm Ryokuōshoku Shakai.
Medialink tuyên bố rằng họ có bản quyền phát sóng series tại khu vực Đông Nam Á.
Ngoài ra, anime có bản chuyển thể manga do Shiina Takashi và Sumisawa Katsuyuki hợp tác sáng tác đăng trên tạp chí Shōnen Sunday S của Shogakukan từ ngày 25 tháng 9 năm 2021. Tập tankōbon đầu tiên được phát hành vào ngày 18 tháng 1 năm 2022.